# Herrarnas tempolopp i bancykling vid olympiska sommarspelen 1996
Herrarnas tempolopp i bancykling vid olympiska sommarspelen 1996 ägde rum den 24 juli 1996 i Atlanta.

## Medaljörer
| Event               | Guld                   | Silver              | Brons                  |
| Herrarnas tempolopp | Florian Rousseau (FRA) | Erin Hartwell (USA) | Takanobu Jumonji (JPN) |

## Resultat
| Placering | Cyklist                      | Tid                 |
| --------- | ---------------------------- | ------------------- |
| 1         | Florian Rousseau (FRA)       | 1 min 02 s 712 (OR) |
| 2         | Erin Hartwell (USA)          | 1 min 02 s 940      |
| 3         | Takanobu Jumonji (JPN)       | 1 min 03 s 261      |
| 4         | Sören Lausberg (GER)         | 1 min 03 s 514      |
| 5         | Jean-Pierre van Zyl (RSA)    | 1 min 04 s 214      |
| 6         | Grzegorz Krejner (POL)       | 1 min 04 s 697      |
| 7         | Dimitrios Georgalis (GRE)    | 1 min 04 s 995      |
| 8         | Ainārs Ķiksis (LAT)          | 1 min 05 s 457      |
| 9         | Christian Meidlinger (AUT)   | 1 min 05 s 530      |
| 10        | Gene Samuel (TRI)            | 1 min 05 s 533      |
| 11        | Bogdan Bondariew (UKR)       | 1 min 05 s 658      |
| 12        | Dirk Jan van Hameren (NED)   | 1 min 05 s 886      |
| 13        | José Antonio Escuredo (ESP)  | 1 min 05 s 944      |
| 14        | Darren McKenzie-Potter (NZL) | 1 min 06 s 311      |
| 15        | Gianluca Capitano (ITA)      | 1 min 06 s 408      |
| 16        | Shaun Wallace (GBR)          | 1 min 06 s 456      |
| 17        | Ángel Dario Colla (ARG)      | 1 min 06 s 619      |
| 18        | Alexandre Kiritchenko (RUS)  | 1 min 07 s 013      |
| 19        | Hong Seok-Han (KOR)          | 1 min 07 s 099      |